# Bulbophyllum othonis
Bulbophyllum othonis é uma espécie de orquídea (família Orchidaceae) pertencente ao gênero Bulbophyllum. Foi descrita por Carl Ernst Otto Kuntze e Johannes Jacobus Smith em 1912.